# Hornblendit

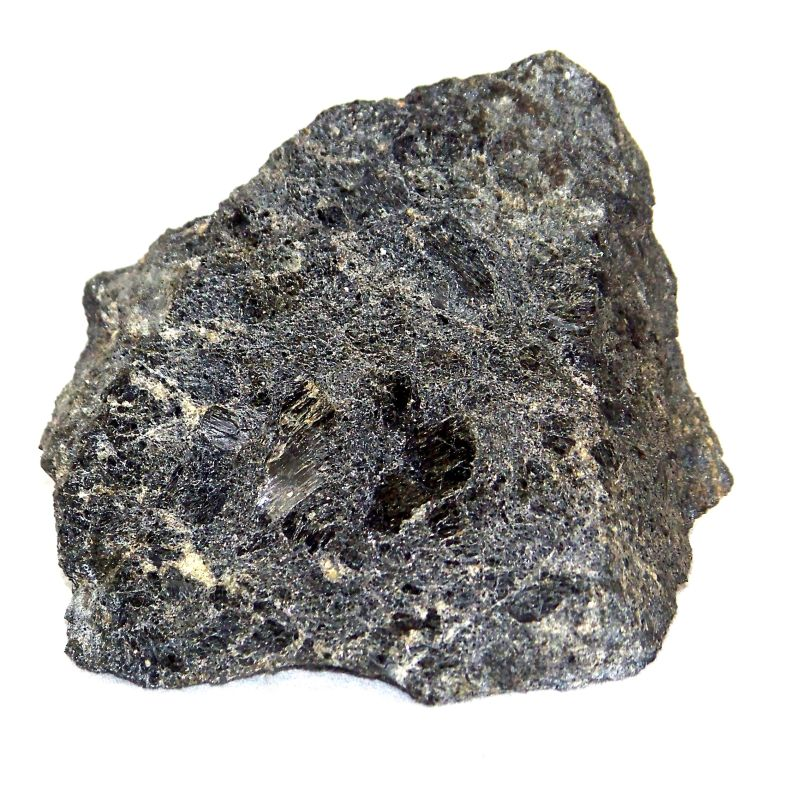
Hornblendit

Hornblendit (amfibolovec) je intruzivní hornina tmavě zelené až černé barvy. Jeho struktura je plně krystalická, hrubozrnná. Textura je masivní, všesměrně zrnitá. Obsahuje amfibol (90-100 %) s příměsí pyroxenů (až 10 %) a olivínu (5-30 %). Na rozdíl od amfibolitu, metamorfované horniny stejného složení, má magmatický původ a specifickou strukturu.
Je to monominerální hornina (složená z jediného minerálu) bezživcová nebo téměř bezživcová, v daném případě výhradně amfibolová. Hornblendity mohou být tvořeny kromě obecného amfibolu (hornblendu) také ortopyroxeny (enstatit, bronzit, hypersten) a klinopyroxeny, dále biotitem a olivínem. V nepodstatném množství může být přítomen i plagioklas. Dále bývají často přítomny magnetit, titanit a pyrit.
Hornblendity jsou poměrně vzácné a jsou to většinou horniny kumulátové, které se vyskytují společně s gabry, případně peridotity v mafických a ultramafických intruzích.
V ČR jsou známy z Orlovic u Kdyně, od Milína na Příbramsku nebo z okolí Prachatic.